# دانشکده کارآفرینی دانشگاه تهران
دانشکدهٔ کارآفرینی دانشگاه تهران اولین دانشکدهٔ کارآفرینی در ایران و منطقه غرب آسیا (خاورمیانه) است.

## تاریخچه
این دانشکده با حمایت علمی آموزشی هیئت رئیسه دانشگاه تهران و حمایت مالی وزارت کار و امور اجتماعی، مصوبه شورای عالی اشتغال و براساس تفاهم‌نامهٔ دو وزارتخانهٔ علوم، تحقیقات و فناوری و کار و امور اجتماعی در دی ماه ۸۶، تاسیس گردید. هیئت امنای دانشگاه تهران در اردیبهشت ۱۳۸۶ تأسیس دانشکده مستقل کارآفرینی را به تصویب رساند و از آغاز سال تحصیلی ۸۷ – ۸۶ پذیرش دانشجو در مقطع کارشناسی ارشد و سپس از سال ۱۳۹۱ در مقطع دکترا آغاز شد.

## اهداف
تأسیس این دانشکده با اهداف متعددی همراه بوده است؛ از جمله این اهداف می‌توان به موارد زیر اشاره کرد:
- تربیت هیئت علمی و کادر مربی کارآفرینی برای تدریس در دانشگاه‌ها و آموزشگاه‌های کشور
- تربیت سیاستگذاران و کارشناسان کارآفرینی مورد نیاز دولت و بخش عمومی
- تربیت پژوهشگر کارآفرینی
- تربیت کارآفرین حرفه‌ای
- تربیت مشاور و مربی کارآفرینی
- ایجاد الگوی دانشگاه کار آفرین در کشور به منظور انطباق فعالیت‌های دانشگاه‌ها با نیازهای جامعه
- انجام تحقیقات بنیادی، کاربردی و توسعه‌ای در زمینه کارآفرینی
- ارائه مشاوره تخصصی کارآفرینی به کارآفرینان بالقوه و بالفعل
- تولید و انتشار دانش بومی کارآفرینی
- کمک به توسعه پایدار و دستیابی به چشم‌انداز مصوب کشور
- نهادینه‌سازی مشارکت‌های مردمی در توسعه و پیشرفت اقتصادی کشور از طریق انجام مطالعات شناسایی و بهبود محیط کسب و کار در بخش‌های اقتصادی و اجتماعی
- برنامه‌ریزی توسعه کارآفرینی در بخش‌ها و استان‌ها
- نهادینه‌سازی فرهنگ کارآفرینی
- شناسایی و پرورش کارآفرینان بالقوه
- ترویج الگوهای موفق کاری در جامعه و تشخیص فرصت‌های کارآفرینی در بخش‌های اقتصادی – اجتماعی به همراه برنامه‌ریزی برای بهره‌برداری از آنها
- پژوهش و برنامه‌ریزی و سازماندهی کارآفرینی دولتی و سازمانی برای ارتقای عملکرد دستگاه‌های دولتی و انجام سایر پژوهش‌های مرتبط با کارآفرینی

این دانشکده علاوه بر اهداف اصلی خود قصد دارد تا با برگزاری دوره‌های رسمی آموزش کارآفرینی (با ماهیت بین رشته‌ای) در بخش‌های مختلف اقتصادی – اجتماعی کشور و برگزاری همایش‌ها، سمینارها و کارگاه‌های آموزشی به ترویج فرهنگ کارآفرینی در کشور کمک نماید.

## مقاطع و گرایش‌ها
کارشناسی ارشد: ارائه رشته کارآفرینی با نه گرایش بخش گردشگری، سازمانی، کسب کار جدید، فناوری و آموزش و ترویج کارآفرینی، توسعه، تکنولوژی اطلاعات، کشاورزی و MBA که قرار است برای سال تحصیلی ۹۱–۹۲ به یازده گرایش افزایش یابد.
برای اولین بار، برنامه دکترای کارآفرینی به تصویب رسید و هم‌اکنون دوره‌های آموزشی در این مقطع ارائه می‌شود.

## معرفی رشته‌ها
- گرایش کسب و کار جدید: هدف از ایجاد این گرایش تربیت کارآفرینان برای راه‌اندازی و مدیریت کسب و کار کوچک، ارائه مشاوره و انجام خدمات تخصصی به کارآفرینان و تدریس مهارت‌های کارآفرینی در مؤسسات مشاوره و آموزش کارآفرینی است. عارضه یابی و ارائهٔ راهی برای حل آن به مدیران و مالکان کسب و کارهای کوچک از دیگر وظایفی است که از فارغ التحصیلان این بخش انتظار می‌رود. دانشجویانی که در این رشته تحصیل می‌کنند با گذراندن دروس تخصصی ایجاد و استقرار کسب و کار، توسعه محصول جدید، مدیریت کسب و کارهای کوچک و مدیریت زنجیره تأمین، دانش لازم را برای راه‌اندازی کسب و کار پیدا می‌کنند و با گذراندن واحد کارآموزی مهارت لازم را در محیط واقعی کسب می‌کنند.
- گرایش گردشگری: هدف از این گرایش تربیت کارآفرینان با توانایی ایجاد کسب و کار در زمینه گردشگری، بازاریابی فعالیت‌های گردشگری داخلی و بین‌المللی است که در عین حال با سیستم‌های اطلاع‌رسانی و مسائل حقوقی مرتبط با گردشگری نیز آشنایی داشته باشند. دانشجویان این گرایش دانش مورد نیاز برای ورود به عرصه کارآفرینی گردشگری را با گذراندن دروس ایجاد کسب وکار در گردشگری، بازاریابی در گردشگری، زنجیره تأمین در گردشگری، حقوق گردشگری و نظریه‌های گردشگری به دست می‌آورند. دانش آموختگان این گرایش می‌توانند در نقش های زیر خدمت نمایند: کارآفرینان فردی، مربی، مشاور، کارشناس کارآفرینی در گردشگری
- گرایش سازمانی: هدف از اجرای این گرایش تربیت کارآفرینان و افرادی است که بتوانند فعالیت‌های کارآفرینی سازمان‌ها و شرکت‌ها را هدایت نمایند. دانشجویان این گرایش دانش مورد نیاز برای ورود به عرصه کارآفرینی در سازمان‌ها را با گذراندن دروس فناوری اطلاعات و کارآفرینی سازمانی، کسب و کار بین‌المللی و مدیریت فرایند و اجرای پروژه‌های کارآفرینی کسب می‌کنند و مهارت لازم را با تجربه عملی کسب شده تحت عنوان کارآموزی پیدا می‌کنند.
- گرایش بخش عمومی: هدف از ایجاد این گرایش تربیت افرادی است که بتوانند با تدوین سیاست‌هایی به توسعه و ترویج فرهنگ کارآفرینی در سطح جامعه بپردازند و به توسعه محلی، ملی و منطقه‌ای کمک کنند. دانشجویان این گرایش، دانش تخصصی مورد نیاز را با گذراندن دروس کارآفرینی دانشگاهی، سیاست‌گذاری توسعه کارآفرینی، کارآفرینی اجتماعی و آموزش و ترویج کارآفرینی کسب می‌کنند. دانش آموختگان این رشته با حضور در عرصه‌های سیاست‌گذاری و تصمیم‌گیری در سازمان‌های دولتی، عمومی و سازمان‌های غیردولتی در توسعه ملی و بخش کارآفرینی و همچنین هدایت کارآفرینی سازمان‌های دولتی و عمومی فعالیت می‌کنند.
- گرایش فناورانه: هدف از ایجاد این گرایش تربیت کارآفرینان و مدیرانی است تا با برنامه‌ریزی در حوزه‌های مرتبط با فناوری و مدیریت سازمان‌های مبتنی بر فناوری و برخورداری از شناخت کامل و آگاه با برنامه‌ریزی استراتژیک در جامه به فعالیت بپردازند. دانشجویان این گرایش مهارت‌های تخصصی خود را با گذراندن دروس کارافرینی در فناوری‌های نوین، مدیریت تحقیق و توسعه، بهره‌برداری از فرصت‌های علم و فناوری و طراحی محصول، کسب می‌کنند و با گذراندن درس کارآموزی مهارت عملی خود را ارتقا می‌بخشند.
- آموزش و ترویج کارآفرینی: هدف از ایجاد این گرایش تربیت مدیران و کارشناسان و پژوهشگران کارآفرینی خبره برای فعالیت در دانشگاه‌ها و مراکز آموزش عالی است. متخصصان این حوزه با گذراندن دروس و تربیت مربیان کارآفرینی فعالیت خود را در حوزه آموزشی عالی آغاز می‌کنند. این افراد با گذراندن درس عملی کارآموزی مهارت لازم را کسب می‌کنند.
- گرایش توسعه: توسعه روند کارآفرینی در کشور می‌باشد.
- گرایش تکنولوژی اطلاعات: بر مبنای توسعه کسب و کارهادر فضای مجازی استمرار یافته است.
- گرایش کشاورزی: هدف از این گرایش تربیت افراد و مدیران متخصص در زمینه صنعت کشاورزی می‌باشد.
- گرایش MBA.

## امکانات آموزشی و پژوهشی

### مرکز توسعه آموزش‌های عمومی و تخصصی کارآفرینی
این مرکز با بهره‌گیری از اعضای هیئت علمی دانشکده کارآفرینی و دانش آموختگان مقطع کارشناسی ارشد کارآفرینی دو دسته آموزش‌های عمومی و تخصصی را در دستور کار خود قرار داده است. دسته اول دوره‌های آموزش عمومی کارآفرینی می‌باشند که با هدف ترویج و اشاعه فرهنگ کارآفرینی و آشنایی هر چه بیشتر اقشار جامعه از مهارت‌های عمومی و کسب و کار و توسعه این مهارت‌ها طراحی شده است. این دوره‌ها در دو بخش آماده ارائه خدمات می‌باشد:
1. برگزاری دوره‌های مهارت‌های کسب و کار و کارآفرینی برای فراگیران عمومی؛
2. برگزاری دوره‌های تربیت مربی کارآفرینی، با هدف پرورش مربیان کارآفرینی، متخصص در هر حوزه دانشگاهی و هر بخش صنعت می‌باشد.
3. برگزاری دوره‌های کوتاه مدت MBA

دسته دوم آموزش‌های تخصصی کارآفرینی است. برنامه‌های این دوره‌ها به‌طور خاص برای سازمان‌ها و صاحبان صنایع کوچک و برای آشنایی با چگونگی مدیریت کسب و کار طراحی شده است.
برخی از عمده‌ترین آموزش‌های تخصصی کارآفرینی که توسط این مرکز صورت می‌گیرد عبارت است از: چگونگی طراحی طرح کسب و کار، بازاریابی کارآفرینانه، ارزیابی طرح‌های کسب و کار، بانکداری کارآفرینانه، تأمین مالی کارآفرینانه، مدیریت کسب و کار کوچک، کارآفرینی سازمانی، فرانشیز، سرمایه‌گذاری مخاطره پذیر، توسعه شبکه‌ها و خوشه‌های صنعتی، راه‌اندازی و مدیریت کسب و کارهای خانگی. و نظارت بر دورهای آموزش تربیت مربی کارآفرینی بر اساس الگوی siyb که مؤسسه کار برگزار شده است نیز بوده است
همچنین این مرکز پیرو قراردادهای شماره ۲۵۷۷۰/۱ مورخ ۳۰/۴/۱۳۸۸ با دانشگاه پیام نور و شماره ۳۸۱۱ مورخ ۵/۵/۱۳۸۸ با مؤسسه کار و نظام پزشکی در حال طراحی دوره‌های مربیگری پیام نور و مهارت‌آموزی نظام پزشکی است که به زودی به مرحله اجرا خواهد رسید.

### مرکز آموزش‌های مجازی
دانشکده کارآفرینی دانشگاه تهران با همکاری مرکز آموزش‌های الکترونیکی دانشگاه تهران، از نیمسال دوم تحصیلی ۸۷ – ۸۶ اقدام به پذیرش دانشجو در رشته کارآفرینی به صورت مجازی، در مقطع کارشناسی ارشد نمود. تاکنون این دانشکده دو دوره به پذیرش دانشجوی مجازی اقدام نموده و رسماً از نیمسال دوم سال تحصیلی ۸۸–۸۷ مسئولیت آموزش دانشجویان مقطع کارشناسی ارشد دوره مجازی، را پذیرفت. محتوای دروس برای دانشجو در سایت مشخص شده و در اینترنت منتشر می‌شود. تکالیف و تمرین‌ها از طریق اینترنت برای دانشجو ارسال و از همان طریق دریافت می‌شود. دانشجویان از همین طریق نیز با استادان خود در ارتباط خواهند بود. در این فرایند ساعات خاصی برای ارتباط Online و پاسخ گویی به سؤالات دانشجویان در نظر گرفته شده است.

### مرکز توسعه مطالعات و پژوهش‌های کارآفرینی
این مؤسسه به منظور شناسایی، ارزیابی و تصمیم‌گیری در خصوص فعالیت‌های پژوهشی دانشجویان و اعضای هیئت علمی دانشکده و نیز حوزه پژوهشی مرتبط با کارآفرینی در موضوعات مختلف، فعالیت می‌کند. توسعه مفاهیم و فعالیت‌های پژوهشی مرتبط با کارآفرینی، فعال‌سازی و استفاده از ظرفیت‌های علمی استادان و دانشجویان دانشکده برای توسعه فعالیت‌های پژوهشی مورد نیاز برای گسترش و تعمیق آموزش‌های کارآفرینی از اهداف این مؤسسه است.

### کتابخانه
کتابخانهٔ تخصصی این دانشکده مشتمل بر ۶۷۰۰ جلد کتاب فارسی و لاتین در زمینه‌های مختلف کارآفرینی، کسب‌وکارهای کوچک، مدیریت، بازاریابی، حسابداری، امکان‌سنجی و غیره است و در نوع خود برترین کتابخانه علمی کارآفرینی کشور به‌شمار می‌رود. 

کتابخانهٔ دانشکده.

کتابخانه دیجیتالی: هم‌زمان با توسعه فناوری اطلاعات و دسترسی گسترده دانشجویان به شبکهٔ جهانی وب، در زمستان سال ۸۶ دانشکده اقدام به راه‌اندازی کتابخانه مجازی (دیجیتال) نمود. هم‌اکنون قریب به ۵۰۰۰ e-book انگلیسی در زمینه کارآفرینی و موضوعات مرتبط به صورت مجازی از طریق این سیستم در اختیار دانشجویان عضو قرار گرفته است.

### مرکز انفورماتیک
این مرکز دارای ۳۰ دستگاه رایانه است که همگی به اینترنت متصل می‌باشند. همچنین دانشجویان می‌توانند در دانشکده از ارتباط شبکه برای رایانه‌های شخصی خود استفاده نمایند. پایگاه اینترنتی دانشکده دسترسی به منابع علمی – تخصصی
کارآفرینی را برای همگان فراهم کرده است. اطلاعات کتابخانه، برگزاری همایش‌ها، مجلات و اخبار دانشکده از طریق این سایت به روز می‌شود.
- سالن کنفرانس؛
- سالن برگزاری کارگاه (Work shop).

لازم است ذکر شود که این هدف‌گذاری این دانشکده، رسیدن به برترین دانشکده کارآفرینی در منطقه خاور میانه است.

## فعالیت‌های پژوهشی
1. فعالیت‌های پژوهشی دانشکده عمدتاً به‌صورت غیرمتمرکز در قالب دفاتر یا مراکز پژوهشی از قبیل: مرکز پژوهش‌های توسعه کارآفرینی، دفاتر دیده‌بان جهانی کارآفرینی و کرسی یونسکو در کارآفرینی انجام می‌شود. در این راستا، معاونت پژوهشی، انجام بررسی‌های لازم در خصوص مسائل اجرایی پژوهشی، نظارت و ارزیابی عملکرد پژوهشی، همکاری با سازمان‌ها و نهادهای آموزشی و پژوهشی به منظور توسعه کارآفرینی در کشور، انتشار فصلنامه پژوهشی توسعه کارآفرینی، کتاب‌های تخصصی کارآفرینی، مجله پژوهش در کارآفرینی بین‌المللی (انگلیسی) و همکاری اجرایی در جهت انجام طرح‌های تحقیقاتی درون و برون دانشگاهی را سرلوحه فعالیت‌های خود قرار داده است.

## دیده‌بان جهانی کارآفرینی (GEM)
دیده‌بان جهانی دیده‌بان جهانی کارآفرینی GEM)، کنسرسیوم دانشگاهی مرکب از تیم‌های علمی پژوهشی است که هدف اصلی آن ارزیابی و ارائه داده‌های پژوهشی معتبر در سطح بین‌المللی در خصوص فعالیت‌های کارآفرینی در جهان، کشف رابطهٔ نظامند میان کارآفرینی و توسعه اقتصادی و شناسایی عوامل مؤثر در توسعه کارآفرینی است.
در حال حاضر بیش از ۶۰ کشور عضو این کنسرسیوم دانشگاهی هستند و از سال ۱۳۸۷ تاکنون دفتر دیده‌بان جهانی کارآفرینی دانشکده کارآفرینی، (همزمان با کشورهای عضو GEM که اقتصاد این کشورها بیش از ۹۳ درصد GNP کل جهان را در بر می‌گیرد)، برنامه ارزیابی فعالیت‌های کارآفرینانه در کشور را بر اساس مدل GEM با حمایت مؤسسه کار و تأمین اجتماعی اجرا نموده است.
پس از عضویت ایران در دیده‌بان جهانی کارافرینی، تعدادی از کشورهای اسلامی از جمله لبنان، چین، مراکش، اردن و حتی فلسطین اشغالی (نوار غزه) به عضویت این کنسرسیوم درآمده‌اند. درحال حاضر کشور ایران یکی از اعضای فعال در این کنسرسیوم دانشگاهی است و تاکنون موفقیت‌های چشمگیری کسب نموده است به عنوان مثال تیم GEM ایران، جزء ۷ کشور عضو کمیته پژوهشی دیده‌بان جهانی کارآفرینی و عضو کمیته پژوهشی کارآفرینی زنان است. در سال ۱۳۹۰ نتایج پژوهشی GEM برای چهارمین سال متوالی در کشور محاسبه گردید و در سطح جهان انتشار یافت و این امر امکان مقایسه شاخص‌های کارآفرینانه را با سایر کشورها همچنین بررسی روند رشد برای کشورمان فراهم آورد. همچنین با توجه به اعتبار این داده‌های پژوهشی تصویب شد، این شاخص‌ها مبنایی برای ارزیابی برنامه‌های توسعه کارآفرینی ملی در برنامه پنجم توسعه کشور قرار گیرد.

## همایش‌ها
برگزاری همایش‌های علمی - تخصصی با عناوین «تعاون و کارآفرینی» با همکاری وزارت تعاون (اردیبهشت ۸۷)، چهارمین سمپوزیوم بین‌المللی GIAN (شهریور ۸۶)، پنجمین سمپوزیوم بین‌المللی GIAN (شهریور ۸۷)، کنفرانس تحولات دانشگاه‌های ایران و چشم‌اندازی به سوی کارآفرینی (اسفند ۸۷)، کنفرانس ملی توسعه کارآفرینی (اردیبهشت ۸۹)، کنفرانس بین‌المللی کارآفرینی (شهریور ۸۹)، سومین جشنواره انتخاب دانشجوی کارآفرین برتر (اردیبهشت ۸۹)

## تأسیس کرسی یونسکو در کارآفرینی
دانشگاه تهران به عنوان نماد آموزش عالی کشور، در راستای اجرای نظام یکپارچهٔ پژوهش، آموزش به ویژه آموزش از راه دور (مجازی) و اطلاع‌رسانی علمی در سطح دانشگاه‌ها، به تازگی در سطح بین‌المللی موفق به اخذ اجازه و برپایی کرسی یونسکو در حوزهٔ کارآفرینی شده است.
از آنجایی که بیشترین درصد جمعیت کشور عزیزمان را نیروی جوان پوشش می‌دهد، دانشکده کارآفرینی بر خود لازم دانسته است تا رسالت یکپارچه‌سازی پژوهش و آموزش و مستندسازی علمی در زمینهٔ کارآفرینی را در سطح گستردهٔ جهانی، ارتقا دهد. در راستای تقویت همکاری‌های آموزشی در سطح بین‌المللی به ویژه در زمینهٔ پژوهش‌های علمی و کاربرد آن‌ها در امر توسعه ملی، که در اهداف ویژه کرسی نیز تعریف شده، می‌توان موارد را در زیر برشمرد:
1. برنامه‌ریزی و گسترش برنامه‌های آموزشی و پژوهشی و تلاش در جهت ظرفیت سازی در حوزهٔ کارآفرینی به عنوان یک موضوع میان رشته‌ای.
2. ارایهٔ برنامه‌های آموزشی مجازی و پودمان آموزشی.
3. تدوین برنامه‌های درسی و موادآموزشی متناسب با شرایط کشورهای منطقه.
4. انتشار یک نشریه تحت عنوان " مجله بین‌المللی کارآفرینی " و حمایت از انتشار نشریات دیگر و کمک به بسط و گسترش فعالیت‌های تبلیغاتی.
5. برقراری شبکه‌ها و دفاتر ارتباطی میان دانشگاه‌ها و صنعت و برگزاری کنفرانس‌های علمی و تخصصی در زمینه موضوعات مرتبط با کارآفرینی به منظور گسترش ارتباطات بین دانشگاهی که در نهایت منجر به تفاهم مشترک بین دانشگاه و صنعت خواهد شد.

در این راستا رایزنی‌های لازم صورت گرفته و سازمان تربیتی، علمی و فرهنگی سازمان ملل متحد (یونسکو) موافقت خود را با برقراری کرسی کارآفرینی در دانشگاه تهران اعلام کرد و به این ترتیب جمهوری اسلامی ایران موفق شد تا امتیاز راه‌اندازی کرسی یونسکو در کارآفرینی را به خود اختصاص دهد و در این خصوص تفاهم‌نامه‌ای بین سازمان تربیتی، علمی و فرهنگی ملل متحد (یونسکو) و دانشگاه تهران در خرداد ماه سال۱۳۸۹ به امضا رسید. شایان ذکر است، این کرسی علمی در چارچوب برنامه‌های یونسکو در قالب برنامه‌ای با عنوان UNESCO/UNITWIN طراحی شده که به اجرا درخواهد آمد. در حال حاضر ریاست این کرسی بر عهده دکتر سید محمد مقیمی رئیس دانشگاه تهران و جانشین ایشان دکتر رضا محمدکاظمی عضو هیئت علمی دانشکده کارآفرینی دانشگاه تهران می‌باشد.

## روابط بین‌الملل دانشکده
دانشکدهٔ کارآفرینی در ادامه و گسترش اهداف آموزشی خود، در خصوص همکاری‌های علمی با دانشگاه‌های خارج از کشور طی ملاقات‌ها و نشستهای علمی، اقدام به عقد تفاهم‌نامه (MOU) با دانشگاه‌های ذیل کرده است:
- دانشگاه کاسل آلمان، Germany Kassel Universität
- دانشگاه لین کو پینگ سوئد Linkoping University, Sweden
- دانشگاه کوالامپور مالزی، دانشکدهٔ بین‌الملل کارآفرینی

University of Kuala Lumpur, International School of Entrepreneurship
- مدرسهٔ عالی بازرگانی ESSECفرانسه Business School – Paris
- دانشگاه کابل افغانستان

مذاکرات انجام گرفته بین طرفین دانشگاهی که در متن تفاهم نامه ذکر شده است، به شرح ذیل می‌باشد:
- مبادله اساتید و دانشجویان
- برگزاری دوره‌های مشترک در مقاطع تحصیلی کارشناسی ارشد و دکتری
- برگزاری سمینار، کنفرانس و کارگاه‌های علمی
- دوره‌های کوتاه مدت آموزشی
- فرصت مطالعاتی اساتید
- انجام فعالیت‌های پژوهشی

همچنین مذاکرات اولیه با دو دانشگاه University of Pune, Symbosis در هندوستان انجام شده است